# Isabela de Portugalia
Isabela de Portugalia (n. 24 octombrie 1503, Lisabona, Portugalia – d. 1 mai 1539, Toledo, Castilia-La Mancha, Spania), aparținând Casei de Aviz-Beja, a fost împărăteasă a Sfântului Imperiu Roman prin căsătoria cu împăratul Carol Quintul și regină a Castiliei și Aragonului.

## Biografie

### Primii ani
Isabela a fost fiica regelui Manuel I al Portugaliei și a celei de-a doua soții a sa, Maria de Aragon. A primit numele bunicii sale materne, Isabela I de Castilia și, de asemenea, al mătușii sale, Isabella, prințesa de Asturias care fusese prima soție a tatălui ei.
Prin tatăl ei, Isabela era nepoata infantelui Ferdinand, Duce de Viseu (al doilea fiu al regelui Eduard al Portugaliei și fratele regelui Afonso al V-lea al Portugaliei) și a Infantei Beatrice, fiica lui João, Lord de Reguengos (fratele regelui Eduard). Prin mama sa, era nepoata Isabelei I de Castilia și a lui Ferdinand al II-lea de Aragon.
Isabela a fost a doua în linie la tronul Portugaliei, până la nașterea fratelui ei Louis în 1505. S-a căsătorit cu vărul ei, Carol al V-lea, Împărat Roman (fiul Ioanei de Castilia și a lui Filip cel Frumos, duce al Burgundiei), unul dintre cei mai puternici oameni ai vremii. Căsătoria a avut loc la 10 martie 1526, la Sevilia și uniunea, care a fost una politică, s-a dovedit a fi un mariaj fericit. 

### Căsătorie
În 1521 tatăl Isabelei a murit iar fratele ei i-a succedat la tron ca regele Ioan al III-lea. Negocierile pentru căsătorie dintre Portugalia și Spania au început imediat. S-a căzut de acord ca noul rege să se căsătorească cu Ecaterina de Habsburg, sora mai mică a lui Carol al V-lea.
Căsătoria dintre Carol și Isabela a avut loc trei ani mai târziu, prin procură, în 1525. Infanta a călătorit spre Sevilia unde nunta a avut loc la 10 martie 1526. Deși a fost o căsătorie politică, mariajul s-a dovedit a fi fericit. Se spune că în timpul lunii de miere „când [Carol și Isabela] sunt împreună, deși există mulți oameni în jurul lor, ei nu observă pe nimeni altcineva; vorbesc și râd și nimic altceva nu le distrage atenția.”
Isabela s-a dovedit a fi o soție competentă. A fost regentă a Spaniei în timpul absenței soțului ei, între 1529–1532 și 1535–1539. A fost remarcată pentru inteligență și frumusețe.

### Deces
Isabela a murit în 1539, după nașterea celui de-al cincilea copil. Împăratul era plecat și moartea prematură a soției sale l-a afectat profund. El nu s-a mai recăsătorit vreodată și s-a îmbrăcat în negru pentru tot restul vieții sale.
În 1580, la mai mult de 40 de ani după decesul ei, fiul ei, Filip, a succedat la tronul Portugaliei pretinzând drepturile succesorale ale mamei sale.

### Descendenți
Isabela și Carol al V-lea au avut următorii copii:
- Filip al II-lea al Spaniei (1527 – 1598), rege al Spaniei și al Portugaliei;
- Maria a Spaniei (1528 – 1603), căsătorită cu vărul său, împăratul romano-german Maximilian al II-lea;
- Ferdinand (1530);
- Ioana a Spaniei (1535 – 1573), căsătorită cu vărul său, prințul Ioan al Portugaliei și mama regelui Sebastian al Portugaliei;
- Ioan (1539).